# Polystira parthenia
Polystira parthenia is een slakkensoort uit de familie van de Turridae. De wetenschappelijke naam van de soort is voor het eerst geldig gepubliceerd in 1957 door Berry.